# Stanisław Ślimak
Stanisław Ślimak (ur. 1 lipca 1947 w Białym Dunajcu) – polski samorządowiec, w latach 1981–1990 ostatni naczelnik Nowego Targu, w latach 1991–2014 wójt Szaflar.

## Życiorys
Urodził się w 1 lipca 1947 w Białym Dunajcu jako syn Jana i Anny z domu Majerczyk.
Ukończył liceum ogólnokształcące w Zakopanem, a następnie studia inżynierskie na Wydział Mechanicznym Politechniki Krakowskiej.
Związany z ruchem ludowym – członek Zjednoczonego Stronnictwa Ludowego, a następnie Polskiego Stronnictwa Ludowego. Należał do Związku Podhalan.
Od stycznia do maja 1981 zastępca naczelnika, a w latach 1981–1990 ostatni naczelnik Nowego Targu czasów PRL. W 1990 jego następcą został – już jako burmistrz – Józef Jan Rams. Radny gminy Biały Dunajec. Od 1991 był wójtem Szaflar, wygrywał kolejne wybory aż do 2014 roku, kiedy przegrał z Rafałem Szkaradzińskim. Obok Jana Smarducha był najdłużej urzędującym samorządowcem na Podhalu. Jako wójt był zdecydowanym przeciwnikiem poszerzenia Zakopianki.

## Życie prywatne
Żonaty z Marią (stomatolog), ma dwoje dzieci: Małgorzatę i Jana.